# Olly Barkley
Pour les articles homonymes, voir Barkley.

a Compétitions nationales et continentales officielles uniquement.

b Matchs officiels uniquement.
Dernière mise à jour le 12 mars 2018.
Oliver John Barkley, né le 28 novembre 1981 à Hammersmith (Angleterre), est un joueur de rugby à XV anglais. Il joue en équipe d'Angleterre et évolue au poste de demi d'ouverture au sein de l'effectif de Bath jusqu'en 2012. Après avoir évolué au Racing Métro 92 et au FC Grenoble, il s'engage pour les London Welsh pour la saison 2014-2015, avec qui il termine sa carrière en 2016.

## Carrière

### En équipe nationale
Il a honoré sa première cape internationale en équipe d'Angleterre le 16 juin 2001 contre l'équipe des États-Unis.
- 23 sélections en équipe d'Angleterre depuis 2001
- 82 points (2 essai, 18 pénalités, 9 transformations)
- Sélections par année : 1 en 2001, 6 en 2004, 7 en 2005, 2 en 2006, 5 en 2007, 2 en 2008
- Tournois des Six Nations disputés : 2004, 2005
- En coupe du monde :
  - 2007 : 3 sélections en tant que titulaire (États-Unis, Samoa, Tonga) et 18 points (1 essai, 3 pénalités et 2 transformations)

## Palmarès

### En club
- Bath
  - Finaliste de la Coupe d'Angleterre en 2005
  - Finaliste du Challenge européen en 2007
  - Vainqueur du Challenge européen en 2008

### En équipe nationale
- Finaliste de la Coupe du monde en 2007